# Athyrium dombeyi
Athyrium dombeyi är en majbräkenväxtart som beskrevs av Nicaise Augustin Desvaux. Athyrium dombeyi ingår i släktet Athyrium och familjen Athyriaceae. Inga underarter finns listade.